# Мішель Болсонару
Мішель де Паула Фірмо Рейналду Болсонару (порт. Michelle de Paula Firmo Reinaldo Bolsonaro; нар. 22 березня 1982 року, Сейландія, Федеральний округ, Бразилія) — колишній парламентський секретар Палати депутатів Національного конгресу Бразилії, дружина колишнього президента Жаїра Болсонару, колишня перша леді Бразилії.

## Біографія
Мішель Болсонару народилася і виросла в Сейландії, адміністративному районі Федерального округу. Її батько є колишнім водієм автобуса. У неї є молодший зведений брат Дієго Торрес Рейналду (нар. 1988), який є військовослужбовцем, зокрема бразильських ВПС. Батько і мачуха Мішель є власниками малого бізнесу з виробництва кондитерських виробів.
Після закінчення школи Мішель поступила в університет на фармацевта, але ніколи не відвідувала заняття. Працювала продавцем одягу, супермаркеті, а потім і секретарем парламенту.

## Кар'єра в парламенті
Була співробітником Палати депутатів Національного конгресу Бразилії з 2006 по 2008 рік. Вона почала працювати в канцелярії депутата Вандерлея Ассиса. Пізніше вона стала секретарем депутата Марко Убіалі.
У 2007 році Мішель була призначена на ту ж посаду в керівництві Прогресивної партії Бразилії. В цей час вона зустріла свого майбутнього чоловіка, нинішнього президента Жаїра Болсонару. У той час їй було 25, а йому 52. У листопаді 2007 вони уклали шлюб.

## Особисте життя
Має двох дочок: Летісія від попередніх стосунків, і Лаура (нар. 2011) від Жаїра Болсонару. Весілля з Болсонару було 21 березня 2013 року в Ріо-де-Жанейро.